# Nanker

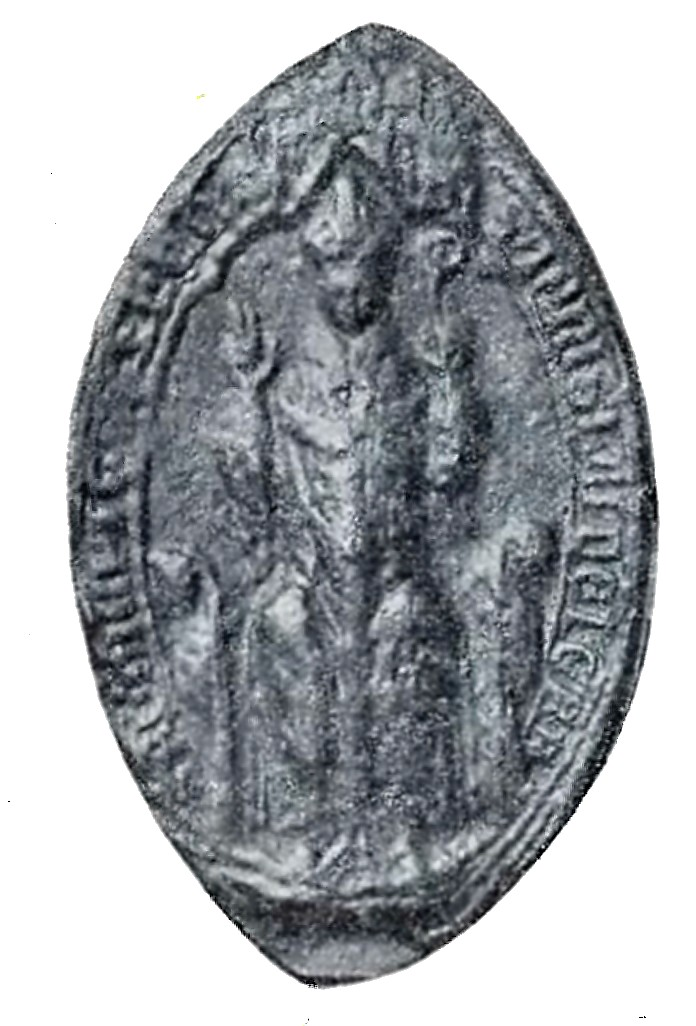
Siegel des Nakier, Bischof von Krakau

Nanker (polnisch Nankier Kołda auch Jan Kołda; * um 1265–1270 in Kamien, Herzogtum Ratibor; † 10. April 1341 in Neisse, Fürstentum Neisse) war 1320–1326 Bischof von Krakau und 1326–1341 Fürstbischof von Breslau.

## Werdegang
Nanker entstammte einer im Herzogtum Beuthen begüterten Familie adliger Grundherren. Nach dem Besuch der Krakauer Domschule wurde er 1304 Domherr des dortigen Domkapitels und ein Jahr später Archidiakon von Sandomir. Da die Archidiakone ein mindestens dreijähriges Studium der Rechte nachweisen mussten, studierte er ab 1305 in Bologna, wo er als Vertreter der polnischen Nation auftrat. Nach der Rückkehr 1308 knüpfte er enge Beziehungen zu Herzog Władysław I. Ellenlang, dem späteren König von Polen, genannt Ellenlang, dem er vielfältige kirchenpolitische und juristische Dienste erwies. Mit Władysławs Unterstützung wurde er 1316 Kanzler des Herzogtums Sieradz, 1318 Archipresbyter und Pfarrer an der Marienkirche in Krakau und daselbst 1319 Domdekan.

### Bischof von Krakau
Nach dem Tode des Krakauer Bischofs Johann Muskata bestellte König Władysław am 20. Januar 1320 Nanker zu dessen Nachfolger. Die Bestätigung durch Papst Johannes XXII. erfolgte im März 1320. Die Bischofsweihe nahm der Gnesener Erzbischof Jarosław vor.
Schon im November desselben Jahres rief Nanker eine Diözesansynode ein, auf der zahlreiche Statuten erlassen wurden, die Vorschriften über das geistig-religiöse Verhalten des Klerus enthielten und die Diözesan-Gesetzgebung begründeten. Während seiner Krakauer Amtszeit wurde 1320 der Neubau der gotischen St.-Wenzel-Kathedrale begonnen.

### Fürstbischof von Breslau

Wappen des Breslauer Bischofs Nanker

Auf Wunsch des Königs Władysław I. Ellenlang, mit dem Nanker in Konflikt geraten war, transferierte 1326 Papst Johannes XXII. Nanker auf den seit 1319 vakanten Breslauer Bischofsstuhl. Die Ernennung erfolgte gegen den Widerstand der Breslauer Bürgerschaft und des Domkapitels. Wohl deshalb hatte Nanker wenig Erfolg mit seinen Reformbemühungen und bat den Papst mehrmals, ihm die Rückkehr nach Krakau zu gestatten.
1335 widersetzte sich Nanker der Vereinigung des Herzogtums Schlesien mit dem Königreich Böhmen, obwohl der polnische König Kasimir im Vertrag von Trentschin hierzu seine Zustimmung erteilt hatte und der größte Teil des Domkapitels unter Führung des Propstes Nikolaus von Banz aufseiten des Königs Johann von Böhmen stand.
Zu einem weiteren ernsthaften Konflikt mit König Johann von Böhmen kam es 1339, als dieser nach ergebnislosen Verkaufsverhandlungen die an der Grenze zum Königreich Polen liegende Festung Militsch gewaltsam besetzte. Nachdem König Johann zu einer Rückgabe nicht zu bewegen war, verhängte Nanker die Exkommunikation über ihn. Aus Furcht vor Rache floh Nanker nach Neisse, erneuerte 1340 die Exkommunikation über König Johann und erweiterte sie auf seine Helfer, die Ratsherren und Bürger von Breslau.
Nanker lebte asketisch und wurde wegen seiner Frömmigkeit und seiner Verdienste um die Belange der Kirche heiligmäßig verehrt. Nach seinem Tod 1341 in Neisse wurde er im Breslauer Dom bestattet.